# Sakon Nakhon
Sakon Nakhon, (en tailandès: สกลนคร), és una ciutat de Tailàndia. Es troba al nord-oest del territori del Isaan, i a la provincia de Sakon Nakhon. L'àrea municipal de Sakon Nakhon té una població de 53,327 habitants segons el cens del 2020.